# Talal (Jordanien)

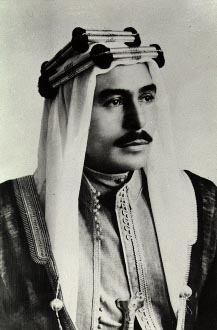
Talal von Jordanien (1951)

Talal bin Abdullah (arabisch طلال بن عبد الله, DMG Ṭalāl bin ʿAbdallāh; * 26. Februar 1909 in Mekka; † 7. Juli 1972) war vom 6. September 1951 bis zum 11. August 1952 König von Jordanien.

## Leben
Talal bestieg den Thron, nachdem sein Vater Abdallah I. in Jerusalem einem Attentat zum Opfer gefallen war. Trotz sehr angeschlagener Gesundheit und Kritik an seiner mentalen Eignung konnte Talal auf die Unterstützung der Armee zählen. Das Verhältnis zum Vater war belastet gewesen. Talal heiratete 1934 Zein al-Sharaf Talal, 1939 schloss er eine Ausbildung an der Königlichen Militärakademie im englischen Sandhurst ab.
Während seiner kurzen Regierungszeit führte er eine liberalisierte Verfassung in Jordanien ein, die die Regierung insgesamt und jeden Minister persönlich dem Parlament Madschlis al-Umma verantwortlich machte. Die Verfassung wurde am 1. Januar 1952 ratifiziert. König Talal wird außerdem die Verbesserung der zuvor strapazierten Beziehungen zum Königreich Ägypten und Saudi-Arabien zugeschrieben. Die konservativsten gesellschaftlichen Gruppen reagierten mit Sorge auf seine propalästinensische Haltung, während neue Armeeoffiziere Kritik an der wachsenden Anzahl von Briten in Kommandopositionen der Arabischen Legion übten.
Aufgrund seiner chronischen Schizophrenie wurde er nach erfolgloser Behandlung in der Schweiz vom Parlament zur Abdankung gezwungen.

## Nachkommen

Talals Kinder: Prinz Hassan, (der spätere) König Hussein, Prinzessin Basma und Prinz Muhammad (v. l. n. r. 1952)

Talal hatte mit seiner Frau sechs Kinder, von denen zwei, Prinz Muhsin und Prinzessin Asma (1937), bei oder kurz nach der Geburt starben.
- König Hussein I. (1935 – 1999)
- Prinz Muhammad bin Talal (2. Oktober 1940 – 29. April 2021)
- Prinz Hassan ibn Talal (* 1947)
- Prinzessin Basma bint Talal (* 1951)